# Agreste de l'Alagoas

Étendue de la région de l'agreste de l'Alagoas.

La région de l'agreste de l'Alagoas est l'une des 3 mésorégions de l'État de l'Alagoas, au Brésil. Elle regroupe 24 municipalités groupées en 3 microrégions.

## Données
La région compte 607 707 habitants pour 5 752 km2.

## Microrégions
La mésorégion de l'agreste de l'Alagoas est subdivisée en 3 microrégions:
- Arapiraca
- Palmeira dos Índios
- Traipu